# ملرینگ
ملرینگ (به فرانسوی: Molring) یک کمون در فرانسه است که در Canton of Albestroff واقع شده‌است.

## خصوصیات
ملرینگ ۳٫۲۶ کیلومترمربع مساحت و ۱۷ نفر جمعیت دارد و ۲۳۸ متر بالاتر از سطح دریا واقع شده‌است.